# Cestrum glanduliferum
Cestrum glanduliferum es una especie de arbusto de la familia de las solanáceas.

## Descripción
Son arbustos o árboles que alcanzan un tamaño de 2–8 m de alto, con ramitas menudamente puberulentas, rápidamente glabrescentes, al secarse lustrosas con estrías angostas. Hojas elípticas o lanceoladas, 11–22 cm de largo, ápice agudo o acuminado, base obtusa a cuneada, glabras o menudamente glandulosas; pecíolos hasta 2.5 cm de largo, a veces suberosos. Inflorescencias no ramificadas, de racimos cortos con muchas flores, axilares, raquis glandular-puberulento a glabro, pedicelos obsoletos hasta de 2 mm de largo, flores nocturnas; cáliz tubular, 2–3 mm de largo, apicalmente ciliolado, lobos deltoides, 0.5–0.7 mm de largo; corola amarillo-blanquecina, tubo angosto, ca 10 mm de largo, expandido en el 1/3 apical, glabro por fuera, a veces puberulento por dentro, lobos 1.7–3 mm de largo, ciliados; filamentos libres por 2–3 mm de su longitud, denticulados, glabros. Baya ovoide, 6–8 mm de largo, negruzca; semillas 4–6 mm de largo.

## Distribución y hábitat
Es una especie común, colectada mayormente en cafetales, en las zonas pacífica y norcentral; a una altitud de 400–1500 metros; fr feb–may;  desde México a Colombia.

## Taxonomía
Cestrum glanduliferum fue descrita por Kerber ex Francey y publicado en Condollea 6: 386–388. 1935.
Etimología
Cestrum: nombre genérico que deriva del griego kestron = "punto, picadura, buril", nombre utilizado por Dioscórides para algún miembro de la familia de la menta.
glanduliferum: epíteto del latino que significa "con pequeñas glándulas]]".